# Número de Weber
O número de Weber é um número adimensional da mecânica dos fluidos, utilizado em fluxos com interface entre dois fluidos diferentes, especialmente para fluxo de multifase com superfícies de grande curvatura. Pode ser interpretado como uma medida da inércia fluídica comparada com sua tensão superficial.